# Square d'Ajaccio
Square d'Ajaccio je square v Paříži v 7. obvodu. Nachází se na Boulevardu des Invalides. Jeho rozloha činí 4472 m2.

## Historie
Square vytvořil v roce 1865 architekt Jean-Charles Alphand. Square bylo pojmenováno po městě Ajaccio. Nachází se zde pomník francouzského filozofa a literáta Hippolyta Taina (1828-1893), který v roce 1928 vytvořil Oscar Roty (1846-1911).